# Restio echinatus
Restio echinatus är en gräsväxtart som beskrevs av Carl Sigismund Kunth. Restio echinatus ingår i släktet Restio och familjen Restionaceae. Inga underarter finns listade i Catalogue of Life.